# Friedrich Pfennigbauer

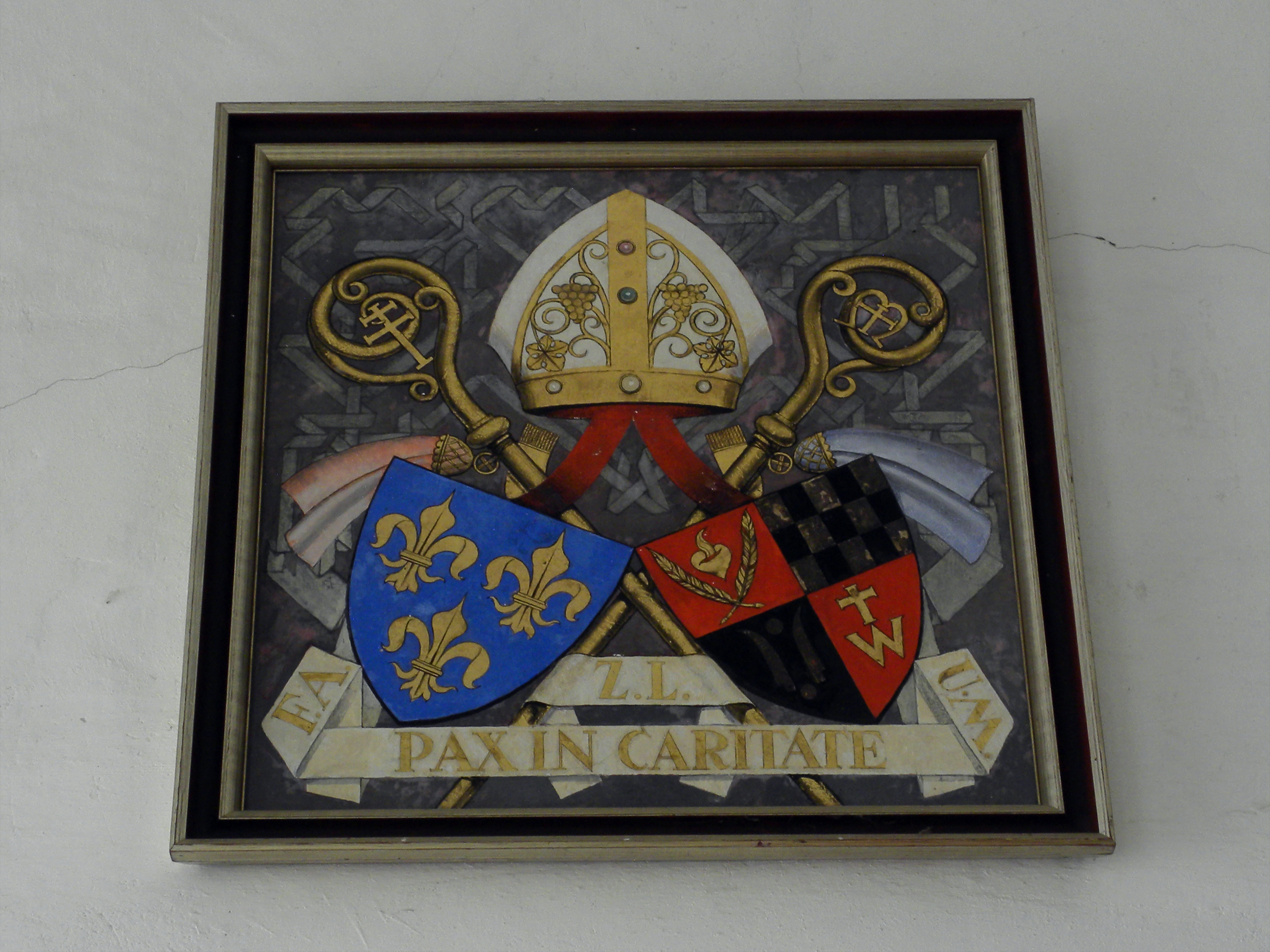
Wappen von Abt Friedrich Pfennigbauer

Friedrich Pfennigbauer OCist (* 26. Februar 1909 in Flandorf, Gemeinde Hagenbrunn, NÖ; † 24. Jänner 1968 in Wien) war von 1958 bis 1968 der 63. Abt des Zisterzienserstiftes Lilienfeld.

## Leben
Pfennigbauer wurde als Sohn eines Gastwirtes und Fleischhauers geboren und erhielt den Taufnamen Rudolf. Nach dem Besuch der Volks – und Hauptschule begann er eine Kaufmannslehre und bereitete sich neben dieser Lehre auf die Matura vor, die er in Klosterneuburg ablegte. Am 19. August 1931 trat er in das Stift Wilhering ein und nahm den Ordensnamen Friedrich an. Am 20. August 1932 legte er die zeitliche und am 20. August 1935 die ewige Profess ab.
Im Chorherrenstift St. Florian studierte er Philosophie und Theologie und war von 1938 bis 1946 Novizenmeister in Wilhering, von 1942 bis 1945 Pfarrvikar und von 1945 bis 1953 Rentmeister und Prior.
Am 9. Juni 1953 wurde er unter dem Vorsitz von Erzbischof Andreas Rohracher von Salzburg als Apostolischem Visitator und Abtpräses Karl Braunstorfer von Heiligenkreuz zum Abtkoadjutor in Lilienfeld gewählt und am 16. August 1953 benediziert. Nach dem Tod seines Amtsvorgängers am 31. März 1958 trat er seine Nachfolge als Abt des Stiftes Lilienfeld an.
Abt Friedrich bekleidete auch das Amt des Waldmeisters und betrieb eine aufwendige Restaurierungs- und Bautätigkeit. So veranlasste er den Neubau der Pfarrkirche Traisen, der zwischen 1958 und 1964 erfolgte, und den Bau eines Studentenheimes in Horn, das primär der Mittelschulausbildung für Ordensinteressenten für Lilienfeld dienen sollte, und das in der Zeit von 1958 bis 1964 errichtet wurde.
Er errichtete zwischen 1960 und 1969 ein Domcalorwerk zur Erzeugung von Bitumenkork und -ziegeln um eine bessere Verwendung von Buchenholz als Baustoff zu erwirken. 1967 wurde das Bundesrealgymnasium im Kaisertrakt eröffnet, das auf seine Initiative zurückgeht.
Da die zahlreichen baulichen Aktivitäten die Finanzkraft des Stiftes überstiegen, musste 1961 zur teilweisen Abdeckung der Forderungen das Forstrevier Kleinzell an das Stift Herzogenburg verkauft werden.
Seit 1959 war Pfennigbauer erster Assistent der Österreichischen Zisterzienserkongregation. Am 24. Jänner 1968 verstarb er an den Folgen eines Gehirnschlages im Krankenhaus der Barmherzigen Brüder Wien und wurde am 27. Jänner in der Äbtegruft in Lilienfeld beigesetzt.

## Publikationen
- Zisterzienserabtei Lilienfeld, Verlag Schnell und Steiner München, Zürich, 2. Auflage 1963
- Stift Lilienfeld, Verlag Schnell und Steiner München, Zürich, 3. Auflage 1966

## Mitgliedschaften
- 1955 bis 1968: Kammerrat der niederösterreichischen Landeslandwirtschaftskammer